# Broadus
Broadus är administrativ huvudort i Powder River County i Montana. Orten har fått sitt namn efter familjen Broaddus.